# Warlords II
Warlords II — пошаговая стратегическая компьютерная игра, вторая игра из серии Warlords. Игра была разработана и издана австралийской компанией Strategic Studies Group в 1993 году. По сравнению с первой частью, в игру было добавлено несколько различных сценариев, генератор случайных карт, возможность игры с туманом войны, выбор продукции, и квесты, за выполнение которых герои могут получить награду. Графика игры была заметно улучшена и у каждой противоборствующей стороны появился уникальный вид замка.
Для игры было выпущено два официальных продолжения: Warlords II Scenario Builder, которое представляло собой переиздание оригинальной игры с редактором карт и дополнительными сценариями, и Warlords II Deluxe, которая принесла в игру много нововведений, в том числе и улучшенную графику в 256 цветов. После выхода версии Deluxe, оригинальную версию стали назвать «классической» (Classic).

## Игровой процесс
Сюжетной кампании в игре нет. Вместо неё есть шесть не связанных сценариев — Dragon Realms, Isles of Sorcery, Erythea Campaign, Hadesha Campaign, Isladia Campaign и генератор случайных карт. Редактора пользовательских сценариев в игре не было до выхода дополнения Warlords II with Scenario builder.
Цель игры осталась неизменной с первой части — захват городов на карте до полного разгрома или капитуляции противников. Появилась система подсказок и военный советник, предсказывающий примерные шансы на победу в потенциальном сражении.
При создании нового героя можно выбрать имя и пол. Герои имеют возможность повышать опыт и расти в уровне, участвуя в сражениях и выполняя задания, которые можно получить в храмах. Задания могут заключаться, например, в захвате и уничтожении определенных городов и поиске руин. С увеличением уровня, герои получают звания и выучивать различные умения. Дополнительные умения так же дают магические артефакты.
Многопользовательские режимы в классической версии ограничены игрой за одним компьютером и PBEM. Поддержка игры по локальной сети появилась в версии Deluxe.

## Официальные дополнения

### Scenario Builder
Warlords II: Scenario Builder — официальное дополнение к игре Warlords II, вышедшее в 1994 году.
После многочисленных запросов SSG выпустила редактор сценариев для Warlords II. Редактор позволял создавать новые сценарии, рисовать изображения городов и юнитов с помощью графического редактора, создавать новые предметы и редактировать характеристики юнитов.
Само по себе дополнение не изменяло игру. Фактически Warlords II: Scenario Builder — переиздание оригинальной игры с установленным обновлением последний версии. Таким образом, сценарии, созданные с помощью редактора можно запускать без установки дополнения. Для этого нужно установить обновление до версии 1.11.
Помимо непосредственно редактора карт, были добавлены инструменты для создания игровой графики и новых типов юнитов. Благодаря этим возможностям, появились широкие возможности для пользовательских модификаций. Так появлялись сценарии танковых битв, или сражений свиней.
Warlords II Scanario Builder можно свободно скачать с сайта Warlorders.com. Файлы были размещены с разрешения автора игры, Стива Фоукнера.

### Deluxe

Игровой процесс Warlords II Deluxe

Игра Warlords II Deluxe вышла в 1995 году. Эта первая часть Warlords, вышедшая на CD-ROM. Был переработан игровой движок, поддерживающий теперь 256 цветов SVGA. Система ходов была улучшена для ускорения геймплея. Разработчики добавили функцию «undo» для отменения действий, совершенных во время хода.
С игрой поставлялись 30 новых сценариев с разными наборами армий и типами городов. Появились новые типы местности и подземные сценарии. В отличие от оригинальной Warlords II, в которой многопользовательская игра была представлена только PBEM, в Warlords II deluxe можно было играть по локальной сети и интернету.
Владельцем Warlords II и Warlords II: Scenario Builder, Strategic Studies Group предоставляли возможность апгрейда до новой версии. Игрок должен был предоставить доказательство того, что обладает одной из старых версий, отослав разработчикам диск или обложку руководства к игре, либо быть зарегистрированным пользователем игры.

## Разработка игры

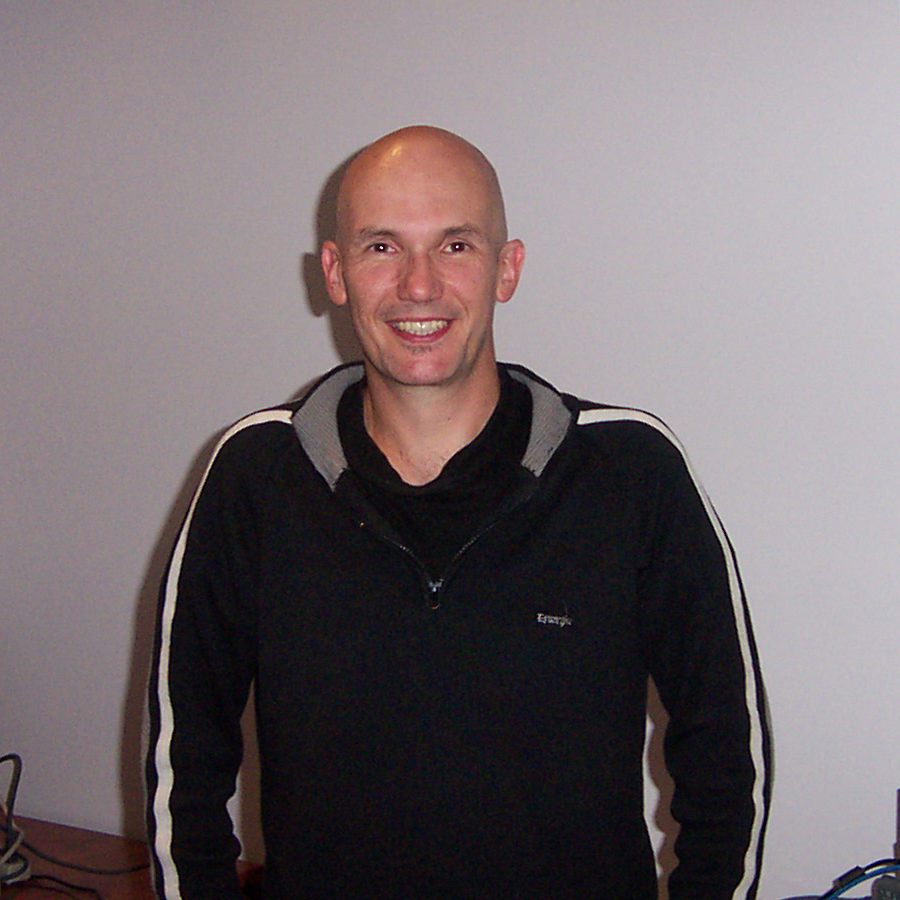
Стив Фокнер — автор идеи и главный разработчик игры

Благодаря популярности первой части игры, разработчики стали получать очень много корреспонденции от поклонников, с идеями для второй части. В ходе разработки многие идеи были добавлены. К примеру, в игре была возможность поджигать леса, которые горели в определенную сторону, в зависимости от направления ветра, а по карте ходил динозавр, который случайным образом съедал попадавшиеся ему войска. Из финальной версии большинство этих нововведений было убрано.
В ходе разработки игры было принято решение перейти от графического режима с разрешением экрана 640x200 на разрешение 640x480. Данный режим все еще являлся стандартом VGA, благодаря чему пользователям не нужно было бы разбираться с драйверами VESA. Для игры художником Ником Статополусом были нарисованы полноценные иллюстрации. Улучшеная графика требовала больше оперативной памяти и процессорной мощности, в связи с чем пришлось повысить системные требования.
Так как в Warlords II не используется код первой части и разработка велась с чистого листа, разработчики избавились от многих ограничений. Роджер Китинг написал новую базу данных и процедуры поиска пути. Теперь армии стали выбирать оптимальный путь для передвижения. Благодаря этому Китингу удалось улучшить искусственный интеллект. Также Китинг исправил проблему первой части, которая заключалась в том, что компьютерные оппоненты мало пользовались передвижениями по морю.
В переработке игрового интерфейса разработчики руководствовались идеей того, что игрок мог как можно больше делать на основном экране без помощи всплывающих окон. Также были добавлены различные изображения курсора мыши для разных функций и горячие клавиши.

## Ремейки игры

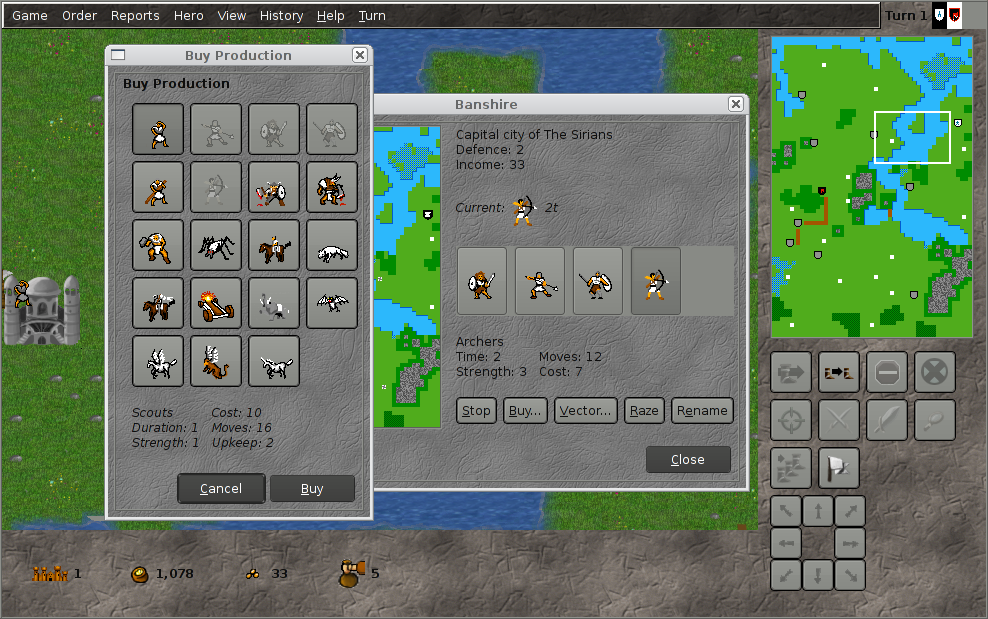
LordsAWar — свободный ремейк игры

Существует версия для карманных компьютеров, написанная PocketPC Studios для платформы Windows Mobile. Эта версия получила большое количество наград и хорошие отзывы тематических журналов
Игра Warlords DS для платформы Nintendo DS также должна была быть основана на Warlords II. Сейчас существование этой игры под вопросом, в связи с тем, что издатель Strategy First находясь в тяжелом финансовом положении, свернул все свои проекты для Nintendo DS.
Существуют также бесплатные клоны игры, такие как FreeLords и LordsAWar. Freelords долгое время считался брошенным проектом, но недавно код игры был переписан с C++ на Java и разработка продолжилась.
Весной 2010 года было начато бета-тестирования браузерной игры Warlords II remake, которая представляет собой онлайн-реализацию Warlords II. С января 2011 года игра стала называться Warbarons.

## Популярность
| Иноязычные издания             | Иноязычные издания |
| Издание                        | Оценка             |
| ------------------------------ | ------------------ |
| Power Play                     | 79 / 100           |
| High Score                     | 4,5 /5             |
| Computer Gaming World (Deluxe) | 3,5 /5             |
| PC Player (Deluxe)             | 70 / 100           |

В 1996 году, в рейтинге лучших игр всех времен журнала Computer Gaming World, игра заняла 77-е место. Французский журнал PC Jeux в 1997 году в своём рейтинге 100 лучших игр поставил Warlords II на 37 место.
Русский писатель-фантаст Владимир Васильев написал по мотивам игры роман «Клинки». Также о своем увлечении Warlords и Warlords II рассказал Сергей Лукьяненко.